# Корасан
Корасан (каз. Қорасан) — село в Жанакорганском районе Кызылординской области Казахстана. Входит в состав Кыркенсеского сельского округа. Код КАТО — 434055500.

## Население
В 1999 году население села составляло 140 человек (67 мужчин и 73 женщины). По данным переписи 2009 года, в селе проживала 1 женщина.